# The Crystal Ship
"The Crystal Ship" là ca khúc nằm trong album debut The Doors của ban nhạc huyền thoại người Mỹ The Doors. Ca khúc cũng đồng thời xuất hiện tại mặt B (B-side) trong single "Light My Fire". Theo tay trống John Densmore, The Crystal Ship là bản tình ca cho người bạn gái cũ của Jim Morrison, Mary Werbelow.
Một giả thuyết cũng được đưa ra, cho rằng hình ảnh "con thuyền pha lê" được truyền cảm hứng từ hình ảnh Platform Holly, một giàn khoan dầu nằm tại bờ biển Santa Barbara, California, với sự lấp lánh tựa một con thuyền pha lê bập bềnh trong đêm mà Jim Morrison đã tình cờ bắt gặp. 

## Trình diễn
- Jim Morrison - hát chính
- Robby Kieger - guitar điện tử
- Ray Manzarek - vox continental, piano, keyboard bass
- John Densmore - trống

## Những lần xuất hiện
- Vào thập niên 70 và 80, một ban nhạc chuyên hát lại các ca khúc của The Doors đặt tên là The Crystal Ship
- Nhóm nhạc rock psychedelic Nhật Bản Suishou no Fune’, trong tiếng Nhật có nghĩa là con thuyền pha lê
- Trong video game Grand Theft Auto: San Andreas, DJ Tommy ‘Nightmare’ Smith (lồng tiếng bởi Axl Rose, Guns N’ Roses), tuyên bố rằng anh đã từng ở trong nhóm Crystal Ship
- Trong chương trình truyền hình Malcolm in the Middle phần 5 tập 9, "Dirty Magazine", một tạp chí văn học phổ thông có tên The Crystal Ship
- Tập 14 phần 2 Supernatural, "Born Under a Bad Sign", đã sử dụng ca khúc với phần hòa âm u ám
- Trong tập 2 phần 5 bộ phim truyền hình Breaking Bad, "Madrigal", đã đề cập đến The Crystal Ship

## Các bản thu âm nổi tiếng khác
- Nhóm nhạc Thụy ĐIển Global Infantilists trong album năm 1982 Global Infantilists.
- Duran Duran trong album 1995 Thank You.
- X: trong album nhạc phim The X-Files: The Album.
- The Smashing Pumpkins: trình diễn trực tiếp năm 1989.
- Chris Whitley: trong album Perfect Day và album trình diễn On Air.
- George Winston trong album cover  Night Divides the Day – The Music of the Doors.
- Joe Perry trong album Joe Perry.
- Ray Manzarek với màn trình diễn piano cá nhân trong album Ballads Before the Rain
- Nicole Atkins trong album Nicole Atkins Digs Other People's Songs.
- The Hotrats trong album Turn Ons.
- Nevermore trong phiên bản giới hạn của album The Obsidian Conspiracy.
- Tangerine Dream trong tua diễn quảng bá Electric Mandarine.
- Andrea Corr trong album Lifelines.